# Pronti, partenza, via!
Pronti, partenza, via! è un singolo del rapper italiano Fabri Fibra, pubblicato il 12 dicembre 2012 come primo estratto dal settimo album in studio Guerra e pace.

## Descrizione
Il brano si incentra sull'attuale confusione politica italiana, evidenziando come da anni il Paese ricaschi in una "finta partenza". Fabri attacca anche l'ex premier Mario Monti, utilizzando il gioco di parole "Si va per mari e monti, via!". Il rapper cita inoltre Lucio Dalla e la sua traccia Il motore del 2000, quando dice: «Non fa neanche 2000 euro l'uomo del 2000 che diceva Lucio Dalla». Viene fatto riferimento anche all'accaduto riguardante la nave da crociera Costa Concordia, quando il rapper paragona l'Italia ad un Paese che affonda.
La canzone è comunque sostanzialmente incentrata su temi di attualità e politica del Bel Paese ed è un concentrato di concetti e parole chiave che rimandano a situazioni e scenari presenti nell'Italia del 2012.
Inoltre Fibra ha dichiarato che è stata la stessa strumentale del brano (prodotta da Michele Canova Iorfida) a suggerirgli il motto Pronti, partenza, via!, perché suonava quasi come una marcia, come un motivo fatto apposta per impostare un discorso ed un ritornello di quel tipo.
Il corista che con il rapper canta il ritornello è Silvio Pozzoli.

## Video musicale
Il videoclip, diretto da Cosimo Alemà e pubblicato su YouTube, è stato girato a Torino tra la Reggia di Venaria Reale e il museo egizio. In esso si alternano scene di Fibra che rappa in queste suggestive ambientazioni e immagini varie di animali e anche di un paio di ragazze. Il video si incentra molto sul tema del dualismo e dei doppi, oltre che su quello dei contrasti (ricordiamo ad esempio il pavimento a scacchi della Reggia, le immagini sdoppiate, l'alternanza di immagini sacre e profane).
Tramite la sua pagina ufficiale di Twitter, il rapper ha spiegato ai propri fan come il pavimento a scacchiera in bianco e nero, in vista nel video, stia a significare proprio il dualismo, il bene e il male, la guerra e la pace, temi ricorrenti in tutto l'album da cui è tratto il singolo in questione.

## Tracce
1. Pronti, partenza, via! – 3:43

## Classifiche

### Classifiche settimanali
| Classifica (2013) | Posizione massima |
| ----------------- | ----------------- |
| Italia            | 18                |

### Classifiche di fine anno
| Classifica (2013) | Posizione |
| ----------------- | --------- |
| Italia            | 66        |